# Eduardo Di Capua

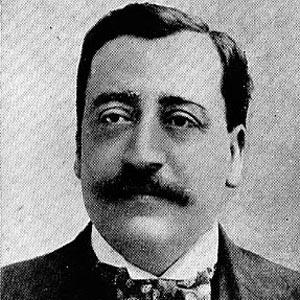
Eduardo Di Capua

Eduardo Di Capua (* 12. März 1865 in Neapel; † 3. Oktober 1917 ebenda) war ein italienischer Komponist. 
Di Capua wurde als Sohn eines Musikers geboren. Mit seinem Vater bereiste er viele Länder Europas. Als er im April 1898 mit diesem in Odessa war, komponierte er die Melodie von ’O sole mio. Später fügte er dem Lied noch einen Text hinzu. Der Dichter Giovanni Capurro bat ihn um Vertonung. Di Capua war auch Autor vieler weiterer Lieder.

## Werke
- ’O sole mio
- O Marie, O Marie
- Ie te vurrie vasa
- Serenata de las rosas
- Vieni sul Mar